# Valeska Röver
Valeska Röver (* 6. Februar 1849 in Hamburg; † 31. März 1931 ebenda; auch Valesca Röver) war eine deutsche Malerin und Kunstschulleiterin in Hamburg.

## Leben

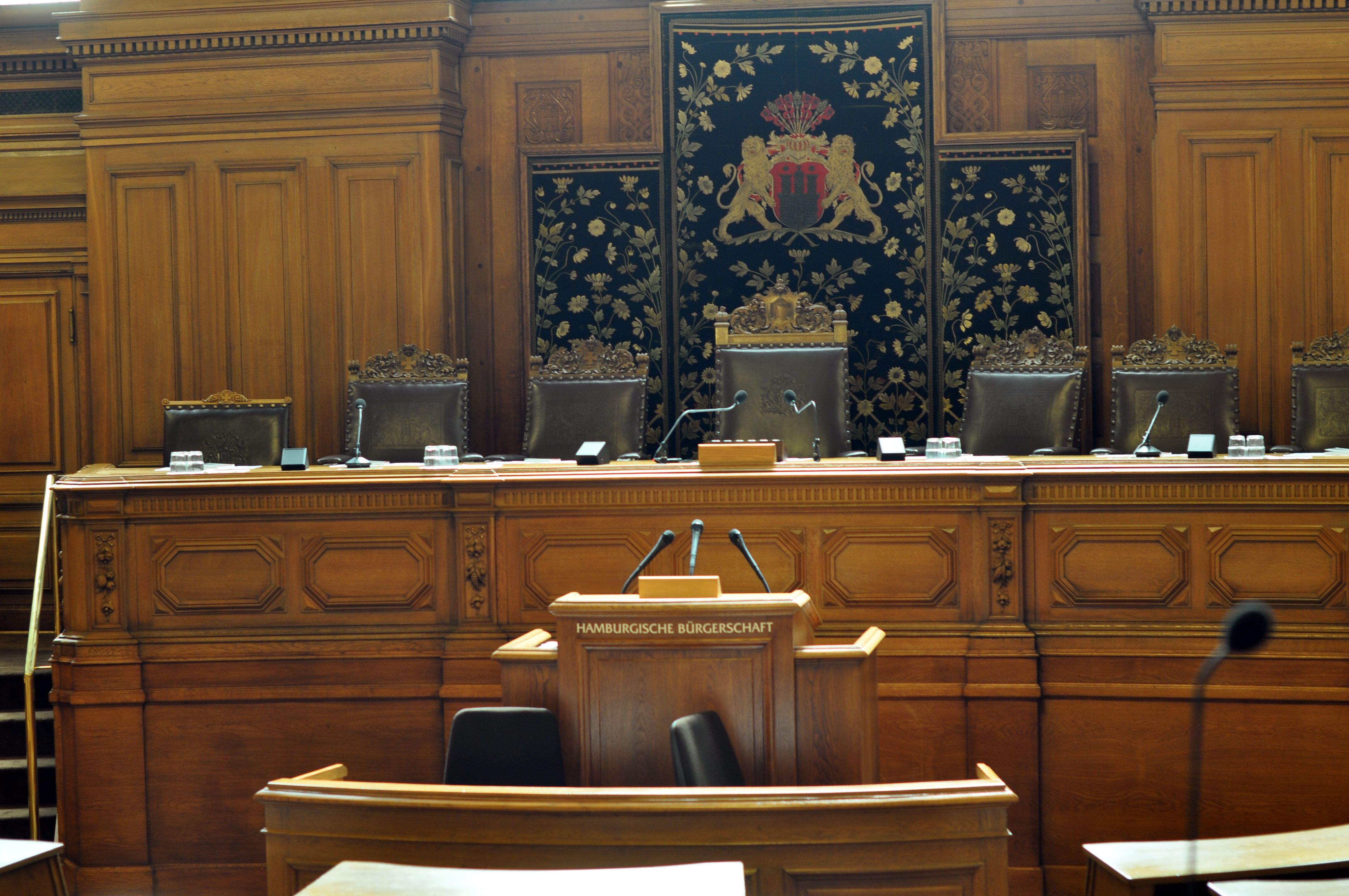
Behang hinter dem Sitz des Präsidenten der Hamburger Bürgerschaft von Valeska Röver

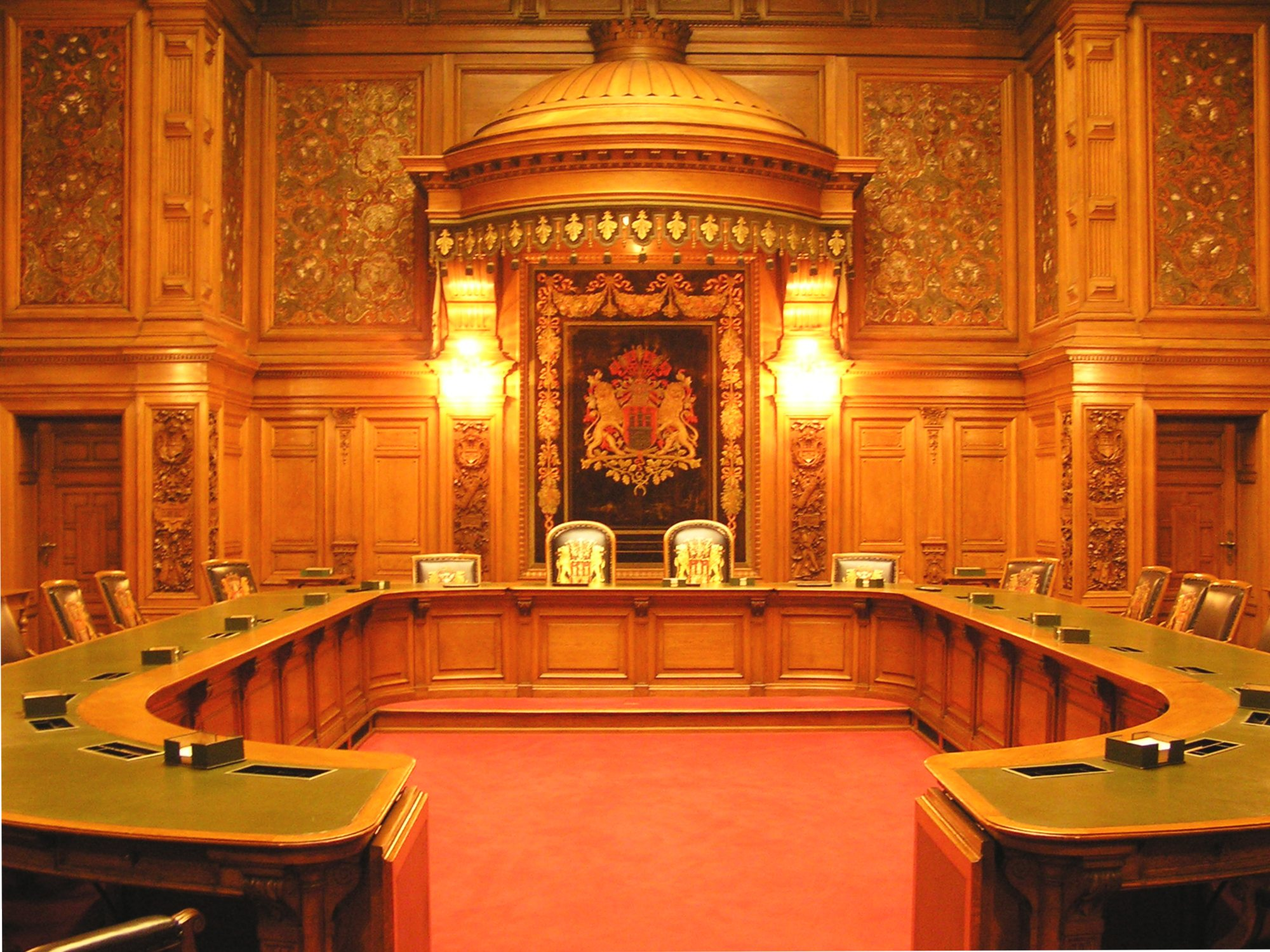
Behang hinter den Bürgermeisterstühlen im Senatsgehege

Valeska Röver war Schülerin des Malers Franz Skarbina (1849–1910) in Berlin und besuchte Kurse der Académie Julian in Paris.
1891 gründete sie in Hamburg am Glockengießerwall 23 eine private Kunstschule für künstlerisch interessierte Frauen, die Malschule für Damen. Zu dieser Zeit nahm die Hamburger Gewerbeschule noch keine Frauen auf. An Valeska Rövers Kunstschule unterrichteten die Hamburger Maler Arthur Illies (1870–1952) und Ernst Eitner (1867–1955) sowie Charlotte Wilhelmine Niels (1866–1943). Zu ihren Schülerinnen zählten Alma del Banco (1863–1943), Gerda Koppel (1875–1941), Gretchen Wohlwill (1878–1962) und Frauke Missfeldt-Bünz (1882–1976). Auch Alfred Lichtwark (1852–1914), Direktor der Hamburger Kunsthalle und Förderer des Impressionismus, unterstützte die Kunstschule und betreute das Unterrichtsprogramm. Die fortschrittliche Kunstschule hatte Bedeutung für die damals moderne impressionistische Malerei und für das jüdische Kulturleben in Hamburg. 1904 übergab Valeska Röver ihre Kunstschule an ihre frühere Schülerin Gerda Koppel und betätigte sich im Hamburger Heimatschutz-Verein.
Neben Blumen- und Fruchtstillleben schuf Valeska Röver Behänge mit Stickereien hinter den Stühlen der Bürgermeister in der Ratsstube (Senatsgehege) des Hamburger Rathauses und des Präsidenten in der Hamburger Bürgerschaft, außerdem Altarparamente in der Jakobikirche Hamburg.
Valeska Röver wurde auf dem Waldfriedhof in Hamburg-Volksdorf im Planquadrat F beigesetzt, ihre Urne wurde später nach Kappeln übertragen.